# Burwell Castle

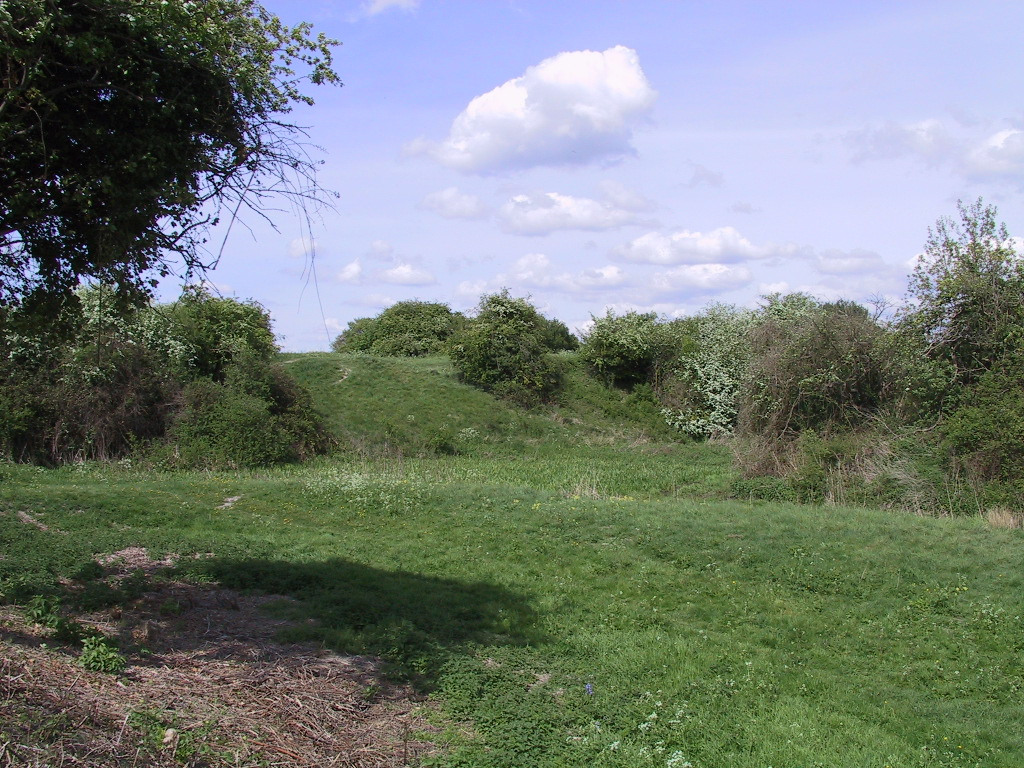
Überreste der Erdwerke von Burwell Castle

Burwell Castle ist eine abgegangene Burg im Dorf Burwell in der englischen Grafschaft Cambridgeshire. Die Burg wurde im Mittelalter gebaut und nie fertiggestellt.

## Geschichte
König Stephan ließ die Motte 1143 an einer Stelle bauen, an der zur Römerzeit eine Villa stand.:S. 15, 23 Während des Baus tobte in England die Anarchie, ein Bürgerkrieg zwischen den Unterstützern von König Stephan und seiner Gegenspielerin Kaiserin Matilda. Stephan konfiszierte alle Burgen von Geoffrey de Mandeville, der sich bald darauf der Revolte gegen Stephan anschloss. Er setzte sich bei Ely in den Fens fest und bedrohte Cambridge Castle und die Straße nach Süden nach London. Burwell Castle entstand als eine von mehreren königlichen Burgen zum Schutz der Region, wie Lidgate Castle, Rampton Castle, Caxton Castle und Swavesay Castle. Stephan eignete sich das Dorf Burwell an, das von den Römern auf einer Anhöhe angelegt worden war, und ließ eine kleine Motte an seinem höchsten Punkt errichten, die von ungewöhnlichen, rechteckigen Erdwerken umgeben war und eine Kurtine und ein kleines Torhaus besaß.
Geoffrey de Mandeville griff Burwell Castle 1144 an. Damals war die Burg noch nicht fertiggestellt. De Mandeville wurde von einem Pfeil getroffen; er zog sich in die Nähe von Mildenhall zurück, wo er seinen Verletzungen erlag.:S. 23, 24 Nach De Mandevilles Tod wurde die Burg nie fertiggestellt; nur das Torhaus wurde vollständig erbaut, was darauf hinweist, dass die Burg später noch bewohnt war.:S. 24 Der Abt von Ramsey ließ um 1246 auf dem Gelände eine Kapelle erbauen, im 15. Jahrhundert wurde das Gelände vollständig aufgegeben.:S. 24
Der Archäologe Thomas Lethbridge führte 1935 Ausgrabungen auf dem Gelände durch.:S. 15 1983 wurde das Anwesen vom Burwell Parish Council gekauft. Heute sind nur noch die unfertigen Erdwerke erhalten. Sie gelten als Scheduled Monument.